# Ngọk Lây
Ngọk Lây là một xã thuộc huyện Tu Mơ Rông, tỉnh Kon Tum, Việt Nam.
Xã Ngọk Lây có diện tích 92,81 km², dân số năm 2019 là 1.673 người, mật độ dân số đạt 18 người/km².